# 松うらら
松 うらら（まつ うらら、1984年2月10日 - ）は、日本のAV女優。クルーズグループ所属。

## 略歴・人物
2016年4月に、マドンナの専属女優としてデビューした熟女系AV女優。

## 出演作品

### アダルトDVD
2016年
- 運命の人妻 現役人妻非常勤講師AVデビュー（4月25日、マドンナ）
- マドンナ専属第二弾 愛人候補 フェミニンな人妻が本気で乱れる奥イキ3本番（5月25日、マドンナ）
- 美しすぎる高級矯正下着の人妻（6月25日、マドンナ）
- 転任人妻女教師苛め 〜逃げ場無き放課後の凌辱部活動〜（7月25日、マドンナ）
- ママ友うらら調教中 〜ドMな他人妻の極上ボディは俺の性玩具〜（8月25日、マドンナ）
- 異物挿入オナニーに狂った若妻をパンツ固定して放置アクメ 家の中にあるモノなんでも性玩具!同じマンションの住人が覗き見た隣の美人妻の変態オナニー!!（11月23日、ROCKET）他出演:桃瀬ゆり、有賀ゆあ
- 「中に出して…夫と子供には内緒」 自宅で愚痴聞き屋に中出しセックスをせがむ美人人妻たち 16（12月9日、S級素人）他出演:三島奈津子、桐谷まほ
- ガチナンパ! ド素人さんの恥じらいSEX! アナタの魅力で遅漏・勃起不全解消をお手伝いしてくれませんか? 3 6名全員SEX成功!（12月15日、ピーターズ）他出演:倉内まりや、玉木くるみ ほか
- 「ダブルベッド近親相姦! 間違えたフリしてダブルの客室を予約して側位状態で勃起させながら叔母さんと一緒に密着寝したら優しくヤられた」 VOL.1（12月22日、DANDY）他出演:加藤あやの、本庄瞳

2017年
- 「『おばさんを興奮させてどうするの?』全員ヤりまくりSPECIAL 青年チ○ポを押しつけられたおばさん看護師は嫌がりながらも本当は同僚に自慢したい!!」 VOL.1（1月6日、DANDY）共演:成宮いろは、坂本すみれ、黒羽みり、児玉るみ
- 自宅不倫寝取られ酒酔い素人巨乳若妻4 夫の帰宅前に男を家に連れ込んでするバスト100cm超え美人妻の濃厚セックス（1月13日、S級素人）他出演:三島奈津子、桐谷まほ
- マジックミラー号 結婚式終わり、未婚のパーティードレスの女性がほろ酔いの中、Hなゲームでチ○コを両手に持たせたら、火が付き生まれて初めて3Pセックスへ!（2月2日、SODクリエイト）※「さゆり」名義　他出演:あき、まき
- 舞ワイフ 〜セレブ倶楽部〜 95（2月16日、AROUND）※「南律子」名義　他出演:川島梨花
- 主婦仲間の上品でマジメな人妻にエロ仕掛けガチモニタリング VOL.3 素人奥様も可愛い巨乳若妻もダマされてイキまくり!（2月20日（レンタル）/4月28日（セル）、アテナ映像）他出演:堤穂花、三島奈津子
- 嫁姑レズ 息子の嫁とまぐわう美熟義母（3月1日、U&K）共演:一条綺美香
- マジックミラー号 黒パンスト美脚OL限定! PART2 辱めスマタで感じちゃうスケベな美脚OLの破けたパンストからデカチ○ポをまんぐり挿入!! in丸の内（3月18日、SODクリエイト）※「こずえ」名義　他出演:ゆき、みらい、りこ、ようこ、ひより、みちこ、きよみ、かずみ、かなこ
- アロママッサージで恥部をいじられる人妻たち（3月20日（レンタル）/5月26日（セル）、アテナ映像）他出演:桜井麻乃、相澤ゆりな
- W INFERNO -ダブルインフェルノ- 02（4月21日、マッド）共演:藤川れいな
- デカチン社員に汚された女部長(キャリアウーマン)（5月11日、センタービレッジ）
- 夫の留守中に巨根に欲情する人妻（5月19日、ドグマ）
- 汚部屋レズ 2 〜だらしない女と潔癖女〜（6月1日、U&K）共演:一条綺美香　他出演:武藤あやか、真山由夏、成澤ひなみ、羽生ありさ
- ヘンリー塚本原作 禁断の温泉旅館 湯けむり発情地獄!（6月13日、FAプロ）他出演:成澤ひなみ
- 寝落ちしたボクだけが知らなかった、妻と一緒に参加したBBQの寝取られ映像。（6月19日、お夜食カンパニー）共演:瀬戸すみれ、成宮はるあ
- ナンパしてお持ち帰り 酔った素人お姉さんの泥酔卑猥なセックス（6月23日、S級素人）他出演:水澤りこ、三島奈津子、本多由奈

### イメージDVD
- 月刊 隆行通信X 22（2017年5月11日、スタジオ デュオ）